# Noors wiskundig genootschap
Het Noors wiskundig genootschap (Noors: Norsk matematisk Forening) is een professionele vereniging voor wiskundigen. Het genootschap organiseert ook wiskundige wedstrijden en het jaarlijkse Abel-symposium. Het genootschap werd in 1918 opgericht. De eerste voorzitter was Carl Størmer.